# مات برستون
مات برستون (بالإنجليزية: Matt Preston)‏ هو ناقد الطعام وصحفي ومقدم تلفزيوني بريطاني، ولد في 2 يوليو 1961 في لندن في المملكة المتحدة.